# Chilianus Friederich
Chilianus Friederich (auch Kilian Fried[e]rich; * im 16. Jahrhundert; † nach 1578) war ein deutscher lutherischer Geistlicher und Kirchenlieddichter.

## Leben und Werk
1562 und 1563 ist er als Kaplan an der St.-Johannis-Kirche in Magdeburg nachweisbar, später wurde er dort Pastor, weiteres ist über sein Leben nicht bekannt. In seinem 1567 veröffentlichten Werk Unterricht vom Türken benennt er sich als Verfasser des Liedes Ach Herr mit deiner Hülf erschein deim Volk in seinem Leiden (frei nach dem 79. Psalm). Dieses allerdings war als Einzeldruck erstmals 1546, dann weitere Male vor 1567 veröffentlicht worden. Vom Lied gibt es auch eine niederdeutsche Variante, die Johannes Freder zugeschrieben wird. Daher vermutet der unbekannte Autor des Allgemeine-Deutsche-Biographie-Artikels, Chilianus Friederich könnte Freders Lied in die hochdeutsche Sprache übersetzt haben. Die hochdeutsche Variante erfuhr im Nachhinein Verbreitung.
1572 veröffentlichte Friederich einen Katechismus.

## Werke
- Predigt bey der Begrebnis des Herrn Johan Meyern seligen Anno M.D.LXIII. den XIIII. Decemb. gethan. Durch Chilianum Fridericum Caplan zu Sanct Johannes in der alten Stadt Magdeburgk. Magdeburg 1564 (urn:nbn:de:gbv:3:1-242530).
- Warhafftiger Bericht von dem Toedlichen abscheidt des Erbarn Wolweisen Herrn Bernhart Losen regierenden Burgermeisters der loblichen alten Stadt Magdeburgk Seligen. Magdeburg 1565 (urn:nbn:de:gbv:3:1-242540).
- Unterricht vom Türken. Magdeburg 1567.
- Ach Herr mit deiner Hülf erschein deim Volk in seinem Leiden.
- Etliche Nützliche Sprüche und Exempel aus der Legenda der Heiligen. 1568 (Digitalisat).
- Erinnerung Von Betrachtung des Leidens vnd Sterbens vnsers HERRN vnd Heylandes Jhesu Christi. Magdeburg 1570 (Digitalisat).
- Fragestuecken/ Von den stuecken des Catechismi/ darinne die Summa Christlicher Lehre kurtzlich begriffen/ vnd nu zum andernmahl gedruckt sind. Magdeburg 1572 (Digitalisat).
- Vom Heiligen Hiob, aus seinem Buch genomen, und kürtzlich zusammen gezogen. 1578.
- Von Jesu Christo vnserm HERRN vnd Heilande. Vnd Von dem Heiligen Geiste. Magdeburg 1578.
- Wahrhafftiger Bericht von der Person und vom tödlichen Abgang des ehrbaren und wohlweisen Herrn Joachim Sturms Bürgermeisters in der Altenstadt Magdeburg selig. Magdeburg 1578 (urn:nbn:de:gbv:23-drucke/990-31-theol-2s6).